# Délio & Delinha
Délio & Delinha foi uma dupla sertaneja de cantores e compositores do Brasil. São primos, nascidos na cidade de Maracaju, no então estado de Mato Grosso, hoje Mato Grosso do Sul.

## Carreira
Conhecidos como  "O Casal de Onças de Mato Grosso" em 1959, gravaram os rasqueados "Malvada" e "Cidades irmãs", ambos de autoria da dupla.
Em 1960 gravaram, também de autoria da dupla, o rasqueado "Prenda querida" e a guarânia "Meu cigarro". Gravaram também no mesmo ano, entre outras composições, o rasqueado "Querendo você", em parceria com Biguá, radialista e compositor.
A dupla estava empenhada em gravar ritmos considerados de raiz, como o rasqueado e a cava-verde, entre outros. Ainda em 1961 gravaram, de autoria da dupla, a cana-verde "Louvor a São João" e o arrasta-pé "Triste verdade". Em 1962 gravaram, também de autoria da dupla, os rasqueados "Coisinha querida", "Goianinha" e "Estrela do luar".
Em 1963 gravaram, entre outras composições, o maxixe "Mundo de ilusão" e a cana-verde "Triste adeus", ambas de autoria da dupla. Em 1964, também de autoria da dupla, gravaram o rasqueado "Lembrando Mato Grosso" e o maxixe "Esperança perdida".

## Membros

### Délio
Délio José Pompeu (Vista Alegre, 9 de abril de 1925 — Campo Grande, 9 de fevereiro de 2010) foi um cantor e compositor brasileiro. Délio morreu em 9 de fevereiro de 2010, vitimado por câncer de pulmão em Campo Grande.

### Delinha
Delanira Pereira Gonçalves Embaixadora da cultura do Mato Grosso do Sul (Vista Alegre, 7 de setembro de 1936 — Campo Grande, 16 de junho de 2022) foi uma cantora e compositora brasileira, Apelidada como a "Dama do Rasqueado". Delinha morreu em 16 de junho de 2022 em Campo Grande.